# VPR-308, VPR-338
ВПР-308, ВПР-338 (англ. VPR-308, VPR-338) — українські снайперські гвинтівки, створені на основі конструкції спортивної гвинтівки «Zbroyar» Z-008 Костянтина Конєва.
14 квітня 2014 директор заводу «Маяк» Олександр Перегудов повідомив, що гвинтівки підготовлені до серійного виробництва, а в.о. гендиректора концерну «Укроборонпром» Юрій Терещенко повідомив, що міністерство оборони України висловило зацікавленість у придбанні нових гвинтівок.

## Конструкція
Снайперська гвинтівка виробляється одно-, 5 — або 10-зарядною з поздовжньо-ковзним поворотним затвором. Ствольна коробка виготовлена з нержавіючої криці.
Гвинтівка оснащена регульованим спусковим механізмом, регульованим за довжиною прикладом і полімерним ложем з прицільною планкою «Пікатінні».
У багатозарядному варіанті набої подаються з коробчатого магазина.
Передбачена можливість встановленняя складних підпо́р, оптичних і нічних прицілів.

## Історія
В Україні до 2013 року сформувалася власна школа розробників і налагоджене серійне виробництво снайперських гвинтівок для цивільних і військових споживачів. Як база для снайперських гвинтівок використовується конструкція Z-008, розроблена компанією Zbroyar, зброярем Костянтином Конєвим. Базовими цивільними серійними моделями є Tactical і Tactical Pro, Hunting і Hunting Pro, Varmint і Benchrest.
5 років тому в Міністерстві оборони перед заводом поставили завдання — освоїти виробництво стрілецької зброї для забезпечення своїх збройних сил.
Снайперські гвинтівки VPR-338LM і VPR-308Win, які поставляють на експорт, — дуже «близькі родичі» Tactical Pro. У цих гвинтівках збережені конструкційні рішення сімейства Z-008. Вперше нові снайперські гвинтівки компанії Zbroyar були продемонстровані в Абу-Дабі (ОАЕ) на міжнародній виставці IDEX в 2013 році.
Купчастість стрільби на дистанції 100 метрів для всіх гвинтівок VPR-308 і VPR-338LM гарантована не гірше, ніж 0,5 МОА (кутової хвилини), в реальності при використанні зброї підготовленим стрільцем гвинтівки даної лінійки можуть забезпечити купчастість 0,15 МОА (при використанні відповідних компонентів і набоїв).
В основу конструкції снайперських гвинтівок покладена ствольна коробка і затворна група власної розробки. Для забезпечення максимальної міцності і твердості розроблена ствольна коробка закритої конструкції. Для виготовлення ствольної коробки використана термічно оброблена нержавіюча криця. Затворна група снайперських гвинтівок сімейства Z-008 має поздовжньо-ковзний затвор. Розташовані у два ряди шість бойових упорів забезпечують стабільне і міцне замикання. Випускається два розміри ствольних коробок — стандартні (під набій типу 7,62×51 мм НАТО — 308Win) і довгі (під набої класу «магнум» — 338LM).
Гвинтівка комплектована ударно-спусковим механізмом Timney, у якому зусилля натискання регулюється в межах від 0,068 до 1,8 кг. Для боєживлення використовують 5/10-зарядні відокремлені коробчасті магазини від Accuracy International. Гвинтівка комплектована дуловим гальмом, можливе встановлення знімного глушника. Складаний приклад гвинтівки має регулювання по висоті гребеня і довжині. Потиличник можна не тільки висувати з прикладу, але й змінювати кут його повороту. Прицільні пристосування монтують на шину типу Пікатіні, яка закріплена на верхній частині ствольної коробки.
Наприкінці липня 2014 року на території першої оперативної бригади Національної Гвардії України була презентована перша закуплена партія VPR-308. Для потреб Національної гвардії було закуплено щонайменше 12 комплектів які представили президентові Петру Порошенкові та прем'єр-міністрові України Арсенію Яценюку. Представники влади стверджували, що вся партія того ж дня була відправлена до частин.

## Варіанти і модифікації
- VPR-308Win — під набій 7,62×51 мм НАТО. Перша гвинтівка була зібрана в січні 2014[8]
- VPR-338LM — під набій .338 Lapua Magnum

## ТТХ
Технічні характеристики снайперських гвинтівок VPR-308Win/VPR-338LM:
- Загальна довжина — 1230 мм.
- Довжина зі складеним прикладом — 1020 мм.
- Довжина ствола — 650 мм.
- Перезарядка — рука́ми.
- Вага — 5-7/9,8 кг (залежно від конструкції підпорок).
- Використовувані боєприпаси — 7,62х51/8,6х70.
- Дальність стрільби — 900/1500 м.
- Початкова швидкість кулі — 830/915 м/с.
- Ємність магазина — 5 (10)/5.
- Скорострільність — 20/15.
- Ресурс ствола (загальний) — 10 тис. пострілів.
- Ресурс ствола (кучний) — 6 тис. пострілів. / 2 тис. пострілів.

### Порівняльна характеристика
|                                       | VPR 338 Україна   | VPR 308 Україна | СВД СРСР     | M24 США         |
| ------------------------------------- | ----------------- | --------------- | ------------ | --------------- |
| Тип боєприпасу                        | .338 Lapua Magnum | 7,62×51 мм НАТО | 7,62х54 мм R | 7,62×51 мм НАТО |
| Довжина ствола                        | 650-670 мм        | 650 мм          | 610 мм       | 610 мм          |
| Початкова швидкість кулі              | 915 м/с           | 830 м/с         | 830 м/c      | 830м/c          |
| Купчастість:                          | 0,75 МОА          | 0,5 МОА         | 2,21 МОА     | 1 МОА           |
| Темп стрільби (пострілів на хвилину): | 15                | 20              | 30           | 15              |

## Оператори
- Україна: Влітку 2014 року перша партія гвинтівок VPR-308 була передана підрозділам Національної гвардії Україні[7].